# Carabodes manganoi
Carabodes manganoi är en kvalsterart som beskrevs av Bernini 1976. Carabodes manganoi ingår i släktet Carabodes och familjen Carabodidae. Inga underarter finns listade.